# 바그네르 다 시우바 소우자
바그네르 다 시우바 소우자(포르투갈어: Wagner da Silve Souza , 1990년 3월 30일 ~ )는 바기니뉴(Waguininho)로 불리는 브라질 출신의 축구 선수이다. 현재 크루제이루에서 아바이로 임대되어 뛰고 있으며 K리그 등록명은 바그닝요였다.

## 축구인 경력

### K리그
2016시즌 K리그 챌린지소속 부천 FC 1995에 입단하여 K리그에 첫 발을 내디뎠다.

#### 부천 FC 1995
2016시즌 부천 FC 1995에 임대 이적하여 입단하였으며 선수 등록명은 바그닝요이다.
2016년 1월 15일 입단이 공식 발표되었다. 4월 17일 대전 시티즌전에서 자신의 K리그 데뷔골을 성공시켰다. 5월 5일 안산 무궁화 FC전에서 한국 진출 이후 첫 멀티 골을 성공시켰다. 시즌 종료 당시 성적은 리그 9골 3도움, 시즌 11골 3도움을 기록하였다. K리그 대상 시상식에서 K리그 챌린지 베스트 11에 선정되는 영광을 얻었다.
부천 FC 1995가 바그닝요의 원 소속팀 오에스치와의 바그닝요 완전 이적에 대해 합의 하면서, 부천 FC에 완전이적하였다.
2017시즌에는 부주장에 선임되었으며, 바그닝요-김신-진창수로 이어지는 팀의 주전 공격수로 라인의 일원으로 자리매김 했다. 그 결과 28경기에 출전해 12골을 넣는 활약을 펼쳤다.

#### 수원 삼성 블루윙즈
2018시즌을 앞두고, 수원 삼성 블루윙즈로 이적하였다. AFC 챔피언스리그 2018 플레이오프에서 선발출장하면서 수원 삼성 블루윙즈에서의 데뷔전을 치렀다. 데뷔전에서 2골 1도움을 올리며 경기 MOM에 선정되었다.
2018년 7월 29일 강원과의 리그 홈 경기 도중 이범영과 일대일 상황에서 부딪히며 넘어져 다리뼈 골절되고 및 인대가 끊어지는 큰 부상을 당해 시즌 아웃되었다.